# Anna Lisa Lönnqvist
Anna Lisa Lönnqvist, född 17 augusti 1935 i Karleby, är en finlandssvensk författare. 
Lönnqvist, som är dotter till lantbrukare Berndt Johannes Hagqvist och Svea Ellen Ingeborg Katkamaa, har genomgått folkskola och studerat vid folkhögskola. Hon ingick 1956 äktenskap med köpman Lars Johan Lönnqvist i Jakobstad och har varit verksam som affärsbiträde och senare butikschef i nämnda stad.  Hon har utgivit diktsamlingarna Livet (1965), Ljuset (1972), Att mötas (1975), En annan värld (1981), Jedna droga (urval, med polsk översättning, 1992), Smala stigar = Waskie sciezki (med polsk översättning 1995), Wiersze - Obrazy = Dikter - Bilder (med polsk översättning, 2008) och Fånga livet (2009).